# Rosyjska kolonizacja Ameryki Północnej

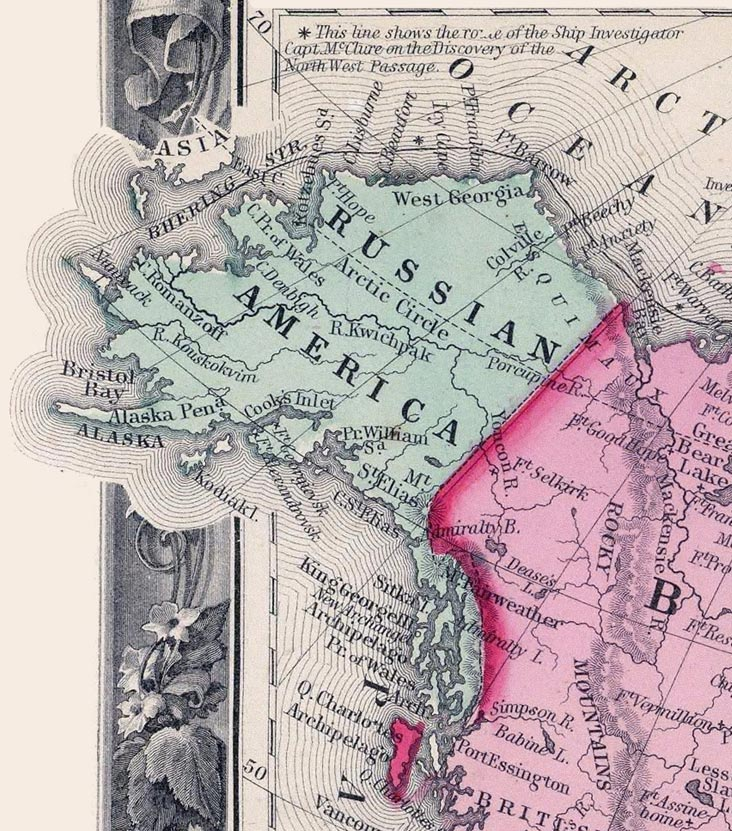
Rosyjska Ameryka w 1860 roku

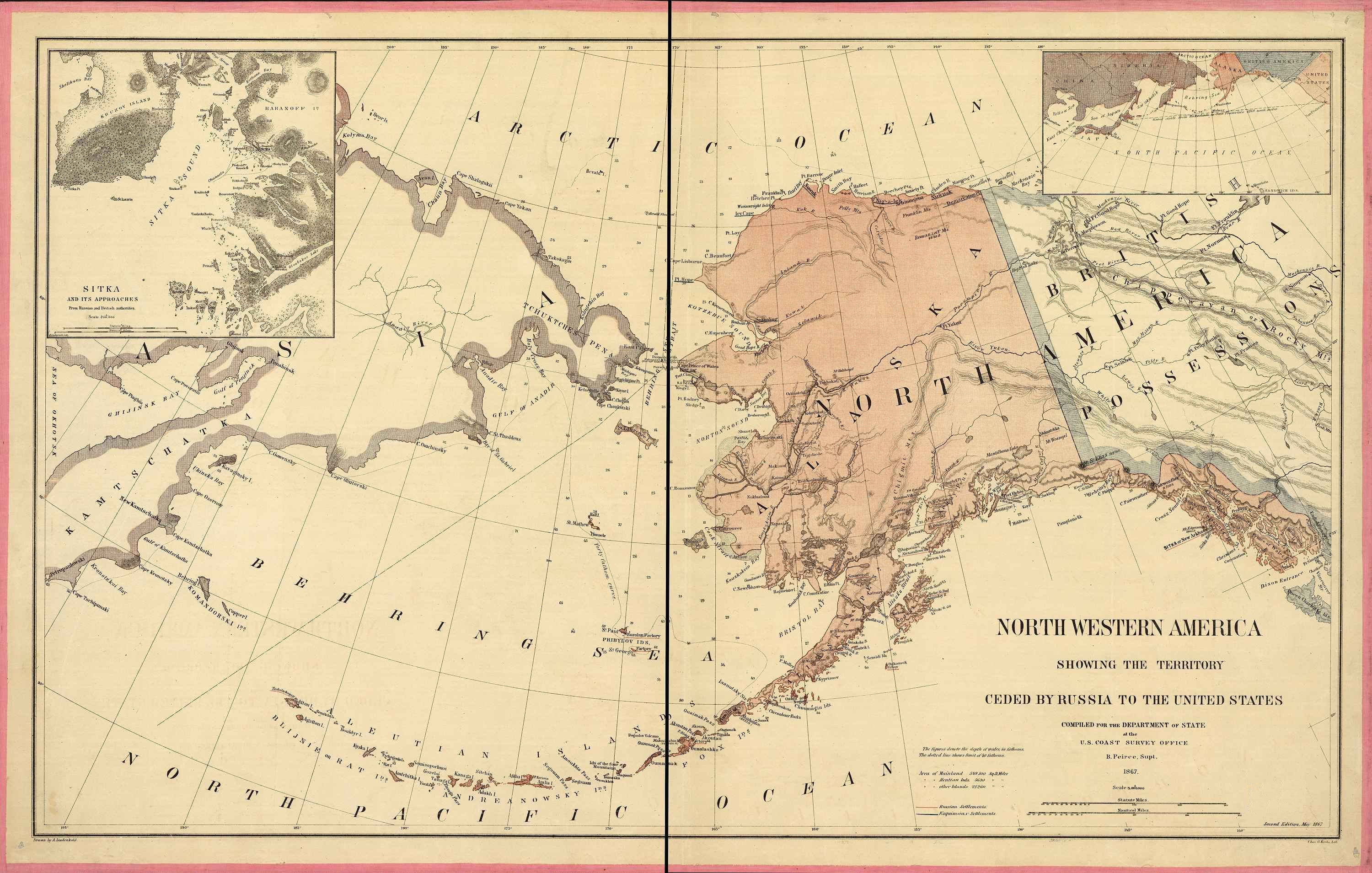
Alaska w 1867 roku

Flaga Kompanii Rosyjsko-Amerykańskiej

Rosyjska kolonizacja Ameryki Północnej – kolonizacja północno-zachodnich terytoriów Ameryki Północnej przez Imperium Rosyjskie w drugiej połowie XVIII i w XIX wieku. Kolonizacja ta objęła swym zasięgiem: Alaskę, Aleuty, Archipelag Aleksandra oraz wybrzeża dzisiejszych stanów i prowincji: Kolumbii Brytyjskiej, Waszyngtonu, Oregonu i Kalifornii. Najdalej na południe wysuniętą stanicą rosyjską był Fort Ross w środkowej Kalifornii. Szacuje się, że ten ogromny obszar (ok. 1 518 800 km kw.) zamieszkiwało zaledwie ok. 2500 Rosjan i ok. 60 000 rdzennych Amerykanów i Eskimosów.

## Historia

### Eksploracja Ameryki
Cieśnina Beringa była przez długi czas ogniwem łączącym Amerykę Północną i Syberię. Właśnie przez nią Rosjanie kierowali swoją ekspansję na ten kontynent. Jako pierwszy na rosyjski nazwę Ameryki przetłumaczył w 1530 roku mnich Maksym Grek, jednak pierwsi Kozacy dotarli do Alaski zapewne już w czasach Iwana IV Groźnego. Pierwsze kontakty Rosji z Nowym Światem to połowa XVII wieku, kiedy to urzędnicy carscy osiągnęli wybrzeże Pacyfiku. Jako pierwszy cieśninę oddzielającą Azję od Ameryki przepłynął w 1648 r. Siemion Dieżniow.
Jako pierwszy ląd amerykański z cesarskiego rozkazu eksplorował Vitus Bering (duński kapitan w służbie Rosji), który w 1725 r. udał się na Kamczatkę, gdzie zbudował okręty, na których wypłynął w poszukiwaniu wybrzeży Ameryki. W 1741 r. Aleksiej Czyrikow w trakcie wyprawy na Alaskę stracił większość załogi w walkach z tubylcami, z trudem uratował statek i powrócił na Kamczatkę. W 1748 roku V. Bering i Aleksiej Czyrikow dotarli morzem z Kamczatki na Alaskę (okolice Ziemi Księcia Walii i Gór Świętego Eliasza). W efekcie tych wypraw kupcy rosyjscy zaczęli dostarczać skóry z Wysp Aleuckich (gdzie doszło do walk z miejscowymi Aleutami) oraz z wybrzeży Alaski (lata 40. XVIII w.).
W 1768 r. cesarz Wszechrusi Katarzyna II wysłała na Alaskę ekspedycję zbrojną pod dowództwem Piotra Krienicyna, a Alasce i Wyspom Aleuckim nadano status terenów przejętych w dzierżawę na okres dziewięćdziesięciu dziewięciu lat, by uniknąć określania ich mianem kolonii.

### Początki kolonizacji

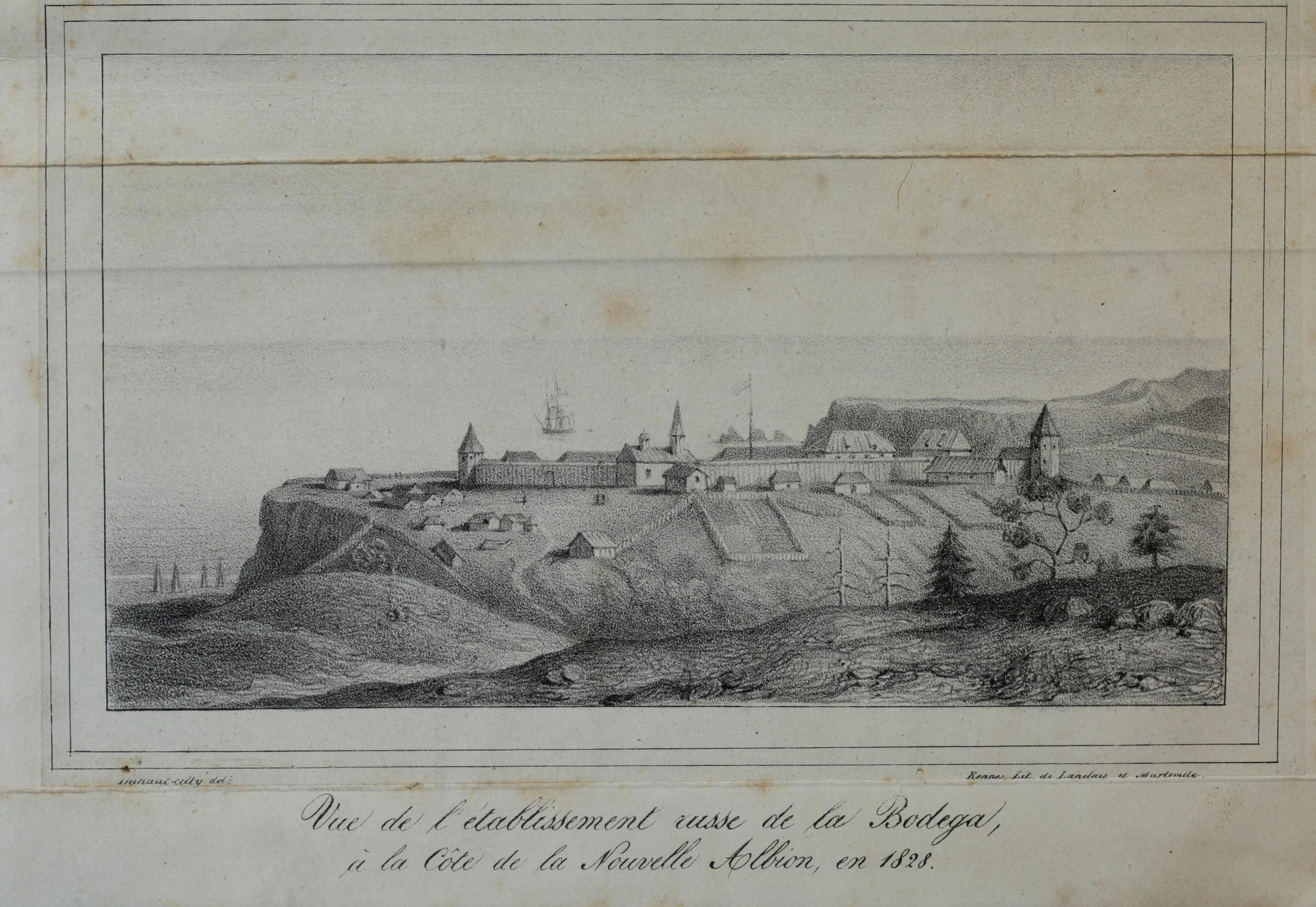
Fort Ross w 1828 roku, środkowa Kalifornia

W 1784 roku Grigorij Szelichow, syberyjski handlarz skórami, założył Port Trzech Świętych, pierwszą stałą osadę na wyspie Kodiak. Osada ta stała się ośrodkiem rosyjskiej kolonizacji, jednak wkrótce Szelichow uznał ją za zbyt małą i założył nową o nazwie Sławorossija. Szelichow był też założycielem Zjednoczonej Amerykańskiej Kompanii, z której powstała Kompania Rosyjsko-Amerykańska. W 1794 na Kodiaku rozpoczęła swoją działalność misja Rosyjskiego Kościoła Prawosławnego, która w ciągu kolejnych dekad powołała sieć parafii na terenie Alaski. Rosyjska eksploracja Ameryki prowadzona była na całym obszarze Alaski, rosyjskie ekspedycje wyparły Anglików z części terenów, a po ich zajęciu skierowana została wzdłuż wybrzeża, aż do pogranicza z hiszpańską Kalifornią. W 1799 roku Rosyjsko-Amerykańska Kompania Handlowa w wyniku rozporządzenia Cesarza Wszechrusi Pawła I stała się monopolistą w handlu na tym terenie, a Aleksander Baranow został jej dyrektorem generalnym. N.P. Riezanow, kolejny dyrektor generalny Rosyjsko-Amerykańskiej Kompanii, próbował wejść w porozumienie z hiszpańskim gubernatorem Kalifornii w celu zapewnienia odpowiedniego zaopatrzenia kolonii.
W 1799 r. Baranow założył miasto, które na cześć archanioła Michała nazwano Michajłowsk i które stało się stolicą rosyjskich kolonii. Miasto zniszczone przez miejscowych w 1802 r. Baranow rozpoczął odbudowywać w roku 1804 i nazwał je Nowoarchangielsk (później Sitka). W 1808 roku miasto zostało nową stolicą Kompanii. Od 1812 r. Baranow budował w pobliżu San Francisco twierdzę Fort Russ, która została ukończona dwa lata później. Fort pełnił ważną rolę zaopatrzeniową dla rosyjskich kolonii w Ameryce, jednak z czasem opustoszał i w roku 1841 sprzedano go szwajcarskiemu emigrantowi Johnowi Sutterowi, który wkrótce rozpoczął na tym terenie wydobycie złota.

### Ekspansja na Hawaje
Aprowizację rosyjskich posiadłości zapewniały m.in. Hawaje, z których importowano towary zakupione od miejscowego władcy. Rosjanie podjęli próbę kolonizacji Hawajów w 1816 roku za pośrednictwem dr. Schaeffera, który wynegocjował traktat o ochronie z królem wyspy Kauaʻi Kaumualiʻi, jednakże cesarz Wszechrusi Aleksander I odmówił ratyfikacji traktatu.
Handel hawajsko-rosyjski rozpoczęto pod presją wojskową ze strony Cesarstwa Rosyjskiego, która wymusiła korzystne warunki handlu pod groźbą aneksji wysp. Rosyjska obecność na Hawajach została zakończona w roku 1818 przez Amerykanów, którzy zniszczyli rosyjską faktorię.

### Handel kolonii
W 1834 roku ks. Iwan Wieniaminow przy współpracy Iwana Pankowa opublikował katechizm dla Aleutów. W roku 1848 sobór św. Michała Archanioła w Sitce stał się siedzibą biskupa Kuryli, Kamczatki i Wysp Aleuckich.
Miejscami osadnictwa Rosjan w Ameryce Północnej były oprócz Alaski także: Kolumbia Brytyjska, obecne stany Waszyngton i Oregon.
Rosjanie przybywali do Nowego Świata z tych samych powodów, dla których osiedlali się na Syberii, czyli po skóry (w tym przypadku były to skóry wydr). Wkrótce po przybyciu kupców pojawili się misjonarze w celu nawracania miejscowych niechrześcijan. Rosja zakładała swoje bazy także na Hawajach i w Kalifornii, aby w ten sposób ułatwić handel skórami. Na Alasce warunki były trudniejsze niż te na Syberii, głównie z powodu braku żywności, co było spowodowane odległościami od rosyjskich baz zaopatrzeniowych. Dokuczliwy był także zimny i wilgotny klimat. Dawały się także we znaki miejscowe plemiona, dobrze uzbrojone i często wrogie wobec przybyszy. A ponadto występowała nieustępliwa rywalizacja Anglików i Amerykanów.

### Zmniejszenie zaangażowania w Ameryce
Po zakończeniu wojen napoleońskich i zwiększeniu zaangażowania Rosji w Europie rosyjska ekspansja w Ameryce uległa osłabieniu, ograniczono środki finansowe, zrezygnowano z ochrony wybrzeży przez Marynarkę Wojenną Cesarstwa Rosyjskiego i odwołano Aleksandra Baranowa, a jego następcy nie mieli zdolności niezbędnych dla zarządzania prowincją. Zmniejszenie rosyjskiego zaangażowania i powierzanie kierowania kolonią niekompetentnym zarządcom zachęciło ościenne mocarstwa do wywierania presji na rosyjską Amerykę, prowadząc najazdy na rosyjskie ziemie.

### Kontakty z innymi imperiami kolonialnymi

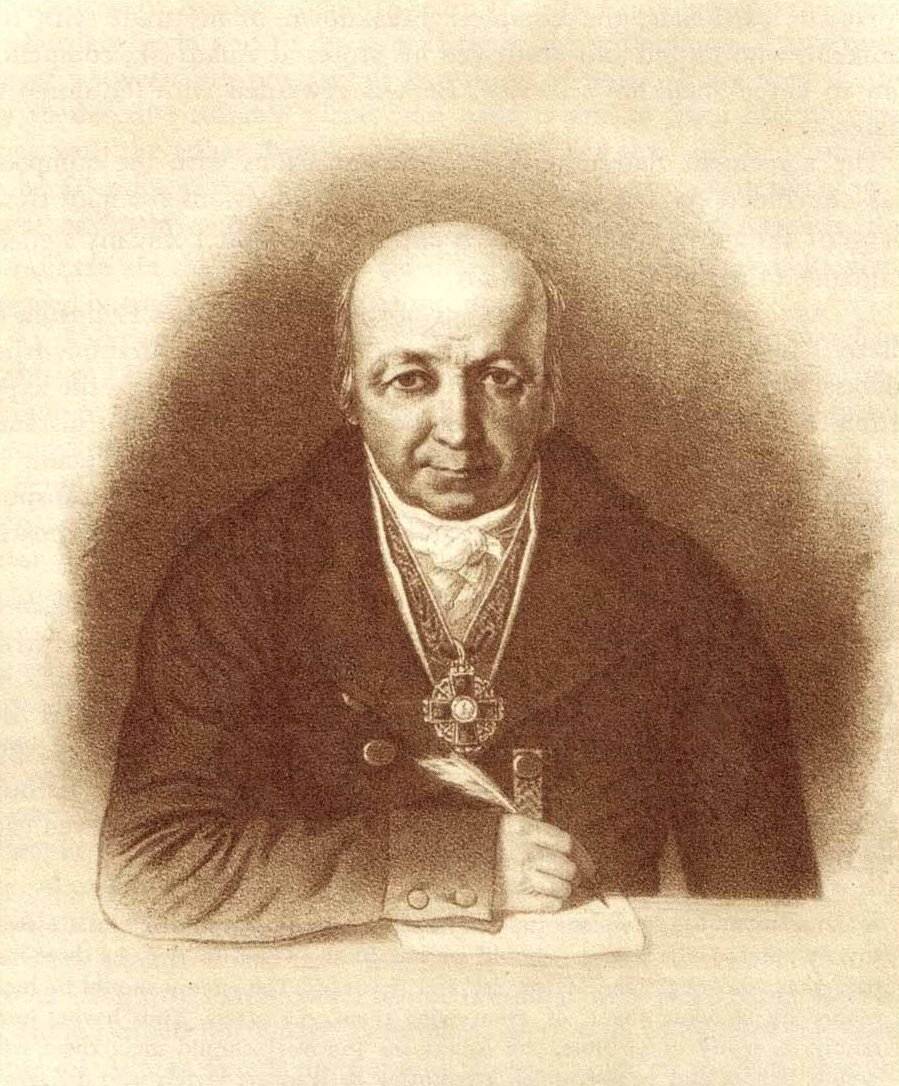
Aleksander Baranow – dyrektor Rosyjsko-Amerykańskiej Kompanii Handlowej

Rosjanie próbowali wyłączyć obecność innych krajów w rejonie północnego Pacyfiku, ale czasami zdarzały się próby łagodzenia konfliktów. W 1824 i 1825 r. rząd rosyjski zawarł odrębne traktaty ze Stanami Zjednoczonymi Ameryki i Wielką Brytanią, które ustaliły granice stref wpływów oraz regulacje handlowe.
Wymuszony przez Wielką Brytanię i USA traktat zmusił Rosję do zrzeczenia się roszczeń do rozszerzania swojego terytorium w Ameryce i zgody na dziesięcioletni połów ryb u wybrzeży Alaski przez Amerykanów. W kolejnych latach Rosjanie kupowali przychylność Amerykanów poprzez kolejne ustępstwa, a jednocześnie amerykańskie jednostki handlowe i wojenne wpływały na rosyjskie wody także na azjatyckim brzegu, gdzie dopuszczały się grabieży nadbrzeżnych miejscowości.
Bezpośredni handel pomiędzy Rosyjsko-Amerykańską Kompanią Handlową a kupcami amerykańskimi czy brytyjskimi stał się normą i miał coraz większe znaczenie, zdarzały się nawet wypadki przewozu rosyjskich skór przez amerykańskie statki aż do Kantonu. W roku 1839 Rosyjsko-Amerykańska Kompania Handlowa zawarła porozumienie ze swoim największym rywalem, Kompanią Zatoki Hudsońskiej. Handel rozwijał się również wewnątrz terytoriów kolonii, kiedy to Rosyjsko-Amerykańska Kompania rozszerzyła system transportu rzecznego i zaczęła współpracować z miejscowymi rosyjskimi traperami wewnątrz Alaski.

### Sojusz amerykańsko-rosyjski
W połowie XIX w. Rosja i USA stały się sojusznikami, chroniącymi się wzajemnie przed presją mocarstw europejskich. W okresie wojny krymskiej Stany Zjednoczone jako jedyny sojusznik Rosji wystąpiły 19 maja 1854 z ofertą zakupu za 7,6 mln dolarów Alaski, na której odkrywano kolejne surowce naturalne. W Rosji poważnie rozważano sprzedaż posiadłości USA, by uniknąć w ten sposób zagarnięcia ich przez Wielką Brytanię, której flota operowała w tym rejonie. W najwyższych rosyjskich kręgach opcję sprzedaży rozważano od 1857 r., gdy zaproponował ją wielki książę Konstanty Nikołajewicz. W 1859 roku Waszyngton zażądał udostępnienia Alaski dla amerykańskiego przemysłu, gdyż odkrywano tam kolejne złoża surowców. Sprzedaży kolonii nie rekomendowała grupa inspektorów wysłana na wyjazd rewizyjny w 1861 roku. W 1863 roku rosyjska eskadra przypłynęła do Nowego Jorku i zapobiegła spodziewanemu bombardowaniu miasta przez flotę brytyjską, która miała rozpocząć brytyjską interwencję w amerykańską wojnę domową, zaś w 1866 r. amerykańska eskadra przybyła z wizytą do Rosji.

### Sprzedaż Alaski
Zakup Alaski przez USA 28 grudnia 1866 roku budził kontrowersje zarówno w Rosji, jak i w Stanach Zjednoczonych. Wielu Amerykanów pytało jakie korzyści mogą mieć oni z tej lodowej pustyni. Inni natomiast ruszyli tam, aby odkrywać jej nieznane bogactwa. W końcu XIX w. okazało się jakim błędem była jej sprzedaż przez Rosjan (Alaska została sprzedana za 7,2 mln dolarów). Pokłady złota (zob: gorączka złota) oraz ropa naftowa całkowicie zmieniły jej oblicze.
Oficjalne przekazanie terytorium nastąpiło 18 października 1867 roku, ale ratyfikacja umowy przez Kongres stała się możliwa dopiero dzięki licznym łapówkom wręczanym przez rosyjskiego ambasadora.
Spuścizna handlu futrami ciągnęła się również po sprzedaży Alaski Stanom Zjednoczonym. Monopol na handel skórami zagwarantowano wówczas Alaskańskiej Kompanii Handlowej (Alaska Commercial Company). Teren jej działania obejmował wyspy Przybyłowa na morzu Beringa, zajmowała się ona polowaniami na foki. Wraz ze sprzedażą Alaski opuścili ją również cesarscy urzędnicy, którzy nie widzieli tam dla siebie przyszłości, pozostali jednak rosyjscy traperzy, a śladem po nich jest pewna liczba ludności prawosławnej żyjąca na Alasce do dziś.